# Выпуково
Вы́пуково — село в Сергиево-Посадском районе Московской области России, входит в состав городского поселения Богородское.

## Население
| 1835 | 1850 | 1857 | 1859 | 1886 | 1895 | 1905 | 1926 |
| ---- | ---- | ---- | ---- | ---- | ---- | ---- | ---- |
| 187  | ↗194 | ↘175 | ↗197 | ↘160 | ↗186 | ↗193 | ↗231 |
| 2002 | 2006 | 2010 |      |      |      |      |      |
| ↘11  | ↗15  | ↗17  |      |      |      |      |      |

## География
Село Выпуково расположено на севере Московской области, в восточной части Сергиево-Посадского района, примерно в 72 км к северу от Московской кольцевой автодороги и 20 км к северу от станции Сергиев Посад Ярославского направления Московской железной дороги, на восточном берегу водохранилища Загорской ГАЭС на реке Кунье.
В 9 км восточнее села проходит Ярославское шоссе М8, в 12,5 км к югу — Московское большое кольцо А108, в 34 км к западу — автодорога Р112. Ближайшие населённые пункты — деревни Жерлово, Несвитаево, Семенцево и Сметьёво.
Связано автобусным сообщением с городом Сергиевым Посадом.

## История
В 1510 году по духовному завещанию боярина Петра Михайловича Плещеева село Выпуково с угодьями, а также вотчинными деревнями и деревнями, составляющими боярский прикуп, должно было перейти во владение его младшего сына Андрея.
В 1522 году внуки боярина П. М. Плещеева — Иван и Никита — променяли Выпуково Троице-Сергиеву монастырю на село Милославское Кашинского уезда с деревнями и 400 рублями в придачу.
В 1562 году в селе числилось 10 крестьянских дворов и деревянная церковь Ивана Крестителя.
Около 1570 года значительная часть населения вымерла «от глада и поветрия», а в начале XVII века село пострадало от польско-литовского нашествия, однако к концу столетия население и количество дворов, коих стало 15, увеличилось.

…въ Выпуковѣ былъ дворъ монастырскій, а въ немъ старцы для монастырскіе пашни, дворъ коровей, а въ немъ дворникъ, во дворѣ же деревенскій служка да трое дѣтенышей да два двора пустыхъ, пашни паханые монастырскіе худые земли 90 чети да перелогу 12 чети да лѣсомъ поросло 44 чети въ полѣ, сѣна по рѣкѣ Куньемѣ и по Дубнѣ 320 копенъ, лѣсу непашеннаго 2 десятины…— писцовые книги 1627—1631 гг.
В 1764 году село перешло в казённое ведомство.
В 1796—1808 гг. была построена каменная церковь Иконы Божией Матери Тихвинская типа восьмерик на четверике, деревянный ветхий же храм в 1802 году сгорел и на его месте была выстроена небольшая каменная часовня, не сохранившаяся до наших дней. В 1936 году Тихвинская церковь была закрыта и использовалась как склад. Возвращена верующим в 1990 году и отремонтирована. Является объектом культурного наследия России как памятник градостроительства и архитектуры регионального значения.
В «Списке населённых мест» 1862 года — казённое село 2-го стана Александровского уезда Владимирской губернии по правую сторону Никольского просёлочного тракта от Никольского перевоза через реку Дубну в город Александров, в 35 верстах от уездного города и 15 верстах от становой квартиры, при речке Кунье, с 25 дворами, православной церковью и 197 жителями (82 мужчины, 115 женщин).
С 1873 года в селе было открыто народное училище.
По данным на 1895 год — село Рогачёвской волости Александровского уезда с 186 жителями (88 мужчин, 98 женщин). Основным промыслом населения являлось хлебопашество, в зимнее время женщины и подростки занимались размоткой шёлка и клеением гильз, 25 человек уезжали в качестве фабричных рабочих на отхожий промысел в Москву.
По материалам Всесоюзной переписи населения 1926 года — центр Выпуковского сельсовета Рогачёвской волости Сергиевского уезда Московской губернии в 6,4 км от Ярославского шоссе и 27,7 км от станции Сергиево Северной железной дороги; проживал 231 человек (103 мужчины, 128 женщин), насчитывалось 44 хозяйства (39 крестьянских).
С 1929 года — населённый пункт Московской области в составе:
- Выпуковского сельсовета Сергиевского района (1929—1930)[21],
- Выпуковского сельсовета Загорского района (1930—1963, 1965—1984)[22][23][24],
- Выпуковского сельсовета Мытищинского укрупнённого сельского района (1963—1965)[22],
- рабочего посёлка Богородское Загорского района, административное подчинение (1984—1991)[23],
- рабочего посёлка Богородское Сергиево-Посадского района, административное подчинение (1991—2006)[23],
- городского поселения Богородское Сергиево-Посадского района (2006 — н. в.)[25].